# Jaume IV Crispo
Jaume IV Crispo nascut el 1520, era fill de Joan IV Crispo. Fou el 21è duc de Naxos i de l'Arxipèlag, baró d'Astrogidis, senyor de Milos, Delos, Siros, Astipàlea, i consenyor d'Amorgos. Va succeir al seu pare el 1564.
Es va casar amb Cecília filla de Crusino III Sommaripa, senyor d'Andros.
Fou deposat pels venecians el 1544 i el seu parent Antoni Crispo fou governador del ducat del 1544 al 1554 en què Jaume IV fou restablert.
El 1566 Naxos fou ocupada pels otomans que van donar el títol com a feudatari del soldà al jueu portuguès Josep Nasi que va enviar com a governador al castellà Francisco Coronelo.
Jaume IV va fugir a Venècia.
El 1571 els venecians van recuperar breument Naxos i van reinstal·lar a Jaume IV, però el 1573 la pau amb els turcs va obligar a deixar altre cop Naxos en mans dels otomans i el governador de Nasi va tornar, marxant Jaume IV a Venècia on va morir el 1576.
El seu fill Joan Crispo el va succeir en els drets ducals i en no tenir successió masculina ni germans mascles, la reclamació va passar a una branca bastarda de la família.